# Mustafa Şentop
Mustafa Şentop, né le 6 août 1968 à Tekirdağ (Turquie), est un professeur et homme politique turc. Membre de l'AKP, il est président de la Grande Assemblée nationale depuis 2019.

## Prises de position

### Critiques envers la police française
À plusieurs reprises, Mustafa Şentop s'est fait remarquer par ses accusations graves portées à l'encontre de la police française. 
En décembre 2019, après que le journaliste franco-turc Mustafa Yalçin, qui couvrait le mouvement social contre la réforme des retraites en France, ait été grièvement blessé à l'œil par l'éclat d'une grenade de désencerclement, il déclare : « Le photojournaliste de l'Agence Anadolu se trouvait en France pour suivre les manifestations démocratiques. Mais apparemment cela a gêné la police française que le monde entier soit tenu au courant du comportement inhumain que les forces de l'ordre exercent à l'encontre des manifestants. L'intervention de la police contre les manifestants en France a dépassé le stade de la violence pour s'orienter vers du terrorisme d'État. ». 
Le 7 novembre 2020, il profite d'une exposition dans le quartier de Kazlıçeşme (en) à Istanbul, pour tenir une conférence de presse dans laquelle il critique les gardes à vues et rétentions de mineurs dans la foulée de l'assassinat de Samuel Paty. Se référant en particulier à l'affaire d'Albertville (au cours de laquelle quatre enfants musulmans âgés de 10 ans ont été interpellés à leur domicile dans le cadre d'une enquête ouverte pour « apologie du terrorisme, complicité et menaces de mort »,,,) ayant eu lieu l'avant-veille, il déclare : « L’attitude de la police française [...] est absolument inacceptable » avant de rajouter que ses « procédures d’enquêtes » sont « inhumaines ».